# Rosa Pfäffinger

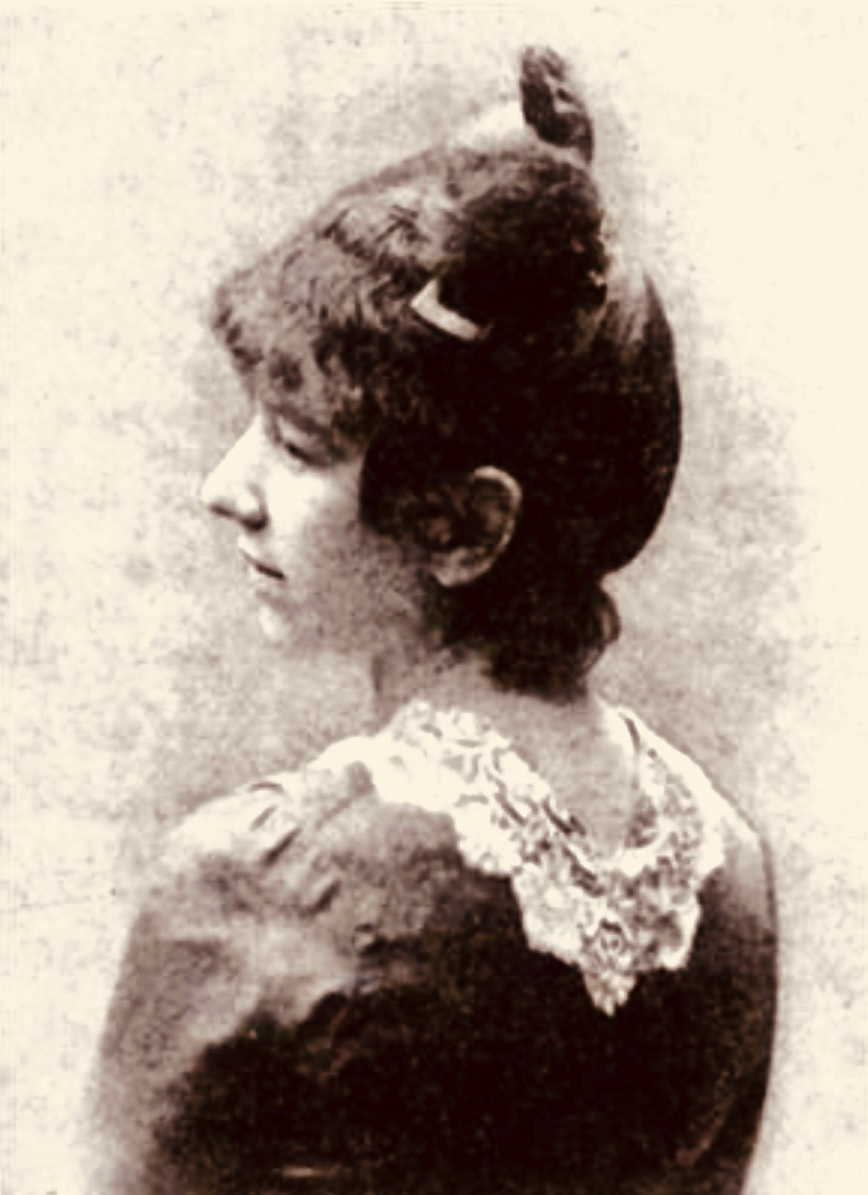
Rosa Pfäffinger, um 1890

Rosa Pfäffinger (* 1866; † 1949) aus Triest war eine österreichische Malerin, Mäzenin und Bohémien Ende des 19. Jahrhunderts.

## Leben
Rosa Pfäffinger wuchs in einem sehr vermögenden und kultivierten Elternhaus auf. Sie war die Tochter des Handelsmanns Georg Pfäffinger, welcher von 1845 bis 1861 österreichischer Konsul in Damaskus und Triest war, und dessen Frau Adele, geborene Stoeger. Nach dem Tod ihrer Schwester 1888 wurde ihr mit deren Erbe auch ihr Erbteil an dem Vermögen des 1872 verstorbenen Vaters ausgezahlt.
Im Jahre 1888 lernten sich Rosa Pfäffinger, Maria Slavona (1865–1931) und Marie von Geyso, genannt Mimi, als Schülerinnen der privaten Malschule des Bildnis- und Genremalers Alois Erdtelt (1851–1911) in München kennen. Nach Schließung der Erdteltschen Malschule im Jahre 1889 wechselten die Frauen an die Münchner Damenakademie und besuchten die Malklasse von Ludwig von Herterich, der nur hochbegabte und Professionalität anstrebende Schülerinnen aufnahm, darunter auch Käthe Schmidt, bekannt unter dem Namen Käthe Kollwitz.
Unzufrieden mit den Ausbildungsmöglichkeiten für Künstlerinnen in Deutschland waren zuerst Maria Slavona 1890 und dann Rosa Pfäffinger nach Paris gegangen, wo sie die Impressionisten studierten und als Autodidakten lernten. 1891/1892 bezogen Pfäffinger und Slavona mit der slowenischen Impressionistin Ivana Kobilca (1861–1926) und dem dänischen Bildhauer Hans Brich Dahlerup (1871–1892), Enkel des Hans Birch Dahlerup, sowie mit dem deutsch-dänischen Maler Willy Gretor (auch Grétor; eigentlich Julius Rudolph Wilhelm Petersen; 1868–1923), eine gemeinsame Sechs-Zimmer-Wohnung auf dem Boulevard Malesherbes im 8. Arrondissement in Paris. Es war ein Experiment mit neuen Lebensformen nach den Lehren von Nietzsche, in welchem sie den Versuch in Freier Liebe unternahmen, um „das überlebte, starre, aber affektbetonte, subjektivistische Haus-, Familien- und Ehesystem zu sprengen.“ Trotz ihrer anfänglichen Absicht, nur für mehrere Monate in Paris zu studieren, blieben sie ca. 15 Jahre in Frankreich.
Maria Slavona wurde, zeitgleich mit Ivana Kobilca, die Geliebte von Gretor und gebar 1891 dessen uneheliche Tochter Lilly. Im Anschluss an Maria Slavona wurde Rosa Pfäffinger die Geliebte Willy Gretors, 1891 seine Ehefrau und die Mutter des gemeinsamen Sohnes Georg (1892–1943).
Gretor wird als ein genialer Abenteurer und Hochstapler, Maler, Dichter, Bilderfälscher und Kunsthändler beschrieben. Und es war Rosa Pfäffinger, die alle Rechnungen für das Bohème-Leben in der pompösen Wohnung mit Kammerdiener, Kindermädchen und Köchin zahlte, zuzüglich der angemieteten Ateliers in der Nachbarschaft. Gretor selbst hatte seine eigene Unterkunft, kam und ging wann er wollte, und Pfäffinger finanzierte auch diese Wohnung, seinen reichen Lebensstil und seine Mätressen. Dies waren zunächst die italienische Sängerin Severina und nach ihr die Tänzerin Polaire.
Das Leben in der Wohngemeinschaft hielt, bis Rosa Pfäffinger das Geld aus ihrer Erbschaft ausgegangen war. Zurück blieben die beiden Freundinnen Pfäffinger und Slavona als alleinerziehende Mütter, die sich die Kinderversorgung und die Arbeit im Atelier aufteilten und in den Pariser Vorort Meudon zogen. Die neue Lebensform bot die einzige Möglichkeit als professionell tätige Künstlerinnen weiterzuarbeiten. Mit finanziellen Einschränkungen und starken psychischen Belastungen konnten beide Frauen in der Kunst den gesellschaftlichen Repressionen entgegentreten, die in Frankreich weniger als in Deutschland wirksam waren.
Nach der Auflösung der Wohngemeinschaft um 1892 übernahm Albert Langen die Wohnung samt Inventar und Kunstgegenstände und gründete 1893 in Paris seine Verlags-, Buch- und Kunsthandlung. Mit Pfäffingers Geld hatte Gretor Kunst gekauft und viele Künstler unterstützt, darunter 1894 August Strindberg, welcher Rosa Pfäffigers Atelier in Passy bezogen hatte.
Ausschweifungen, und Verschwendungssucht, aber auch Eifersucht und Demütigungen hatten Pfäffingers Pariser Leben bestimmt. Die einstmals vermögende, nun verarmte Rosa Pfäffinger lebte nun wechselweise in Paris und Berlin, wo ihr Sohn Georg Gretor von Käthe Kollwitz seit 1904 als Pflegekind aufgenommen und bis zu dessen Volljährigkeit zusammen mit deren Söhnen Hans und Peter Kollwitz großgezogen wurde. Später führte er als Journalist nach seinem Geburtsort das Pseudonym Georges Barbizon, war mit Esther Gretor, geborene Kaae, verheiratet und zog nach Dänemark. Maria Slavona lernte den Schweizer Kunsthändler Otto Ackermann in Paris kennen, entzog sich den Enttäuschungen und finanziellen Schwierigkeiten, erreichte schließlich Anerkennung und Bestätigung. Seit 1901 hatte Slavona als korrespondierendes Mitglied in der Berliner Secession ausgestellt und 1904 an der ersten gemeinsamen Ausstellung mit der Münchener Sezession teilgenommen. Nun war es Slavona, welche die verarmte Rosa Pfäffinger unterstützte.